# 弗柳拉·阿巴特-布拉托娃
弗柳拉·阿巴特-布拉托娃（義大利語：Fliura Abbate-Bulatova，1963年9月7日—），苏联、意大利女子乒乓球运动员。她曾参加1988年和1996年夏季奥林匹克运动会乒乓球比赛，其中1988年代表苏联，1996年代表意大利。